# Darja Viďmanová
Darja Viďmanová (* 9. ledna 2003) je česká profesionální tenistka ruského původu. Vítězka 7 turnajů ITF ve dvouhře a 3 turnajů ITF ve čtyřhře.

## Život
Narodila se v Moskvě. V pěti letech se společně s rodiči přestěhovala do Prahy, kde později získala české občanství.

## Tituly na okruhu ITF
| Dotace turnajů okruhu ITF | Dotace turnajů okruhu ITF |
| ------------------------- | ------------------------- |
| 100 000 $ tournaments     | 80 000 $ tournaments      |
| 60 000 $ tournaments      | 40 000 $ tournaments      |
| 25 000 $ tournaments      | 15 000 $ tournaments      |